# 加拿大排名名单
加拿大排名名单（英語：Canadian order of precedence）是指加拿大政府所设的一个象征性地位排名。此排名名单虽然没有法律地位，但经常在一些需要区分级别和优先顺序的场合使用，例如安排大型庆典的座位编排。此排名名单是由加拿大文化遗产部负责发布。
在加拿大，各省和地区亦有制定各自适用于其管辖范围内的排名名单。

## 详细顺序
1. 加拿大君主
2. 加拿大总督
3. 加拿大总理
4. 加拿大最高法院首席大法官
5. 前任加拿大总督（以离任日期为定）
6. 加拿大总督的遗孀
7. 前任加拿大总理（以就任日期为定）
8. 加拿大上议院议长
9. 加拿大下议院议长
10. 加拿大各驻外大使和高级专员
11. 加拿大联邦政府各部门部长
  1. 内阁部长
  2. 国务部长
12. 加拿大官方反对党领袖
13. 加拿大各联邦省省督（以加入加拿大的日期为准；如日期相同，则以各省人口排名为准）
  1. 安大略省省督
  2. 魁北克省省督
  3. 新斯科舍省省督
  4. 新不伦瑞克省省督
  5. 曼尼托巴省省督
  6. 不列颠哥伦比亚省督
  7. 爱德华王子岛省省督
  8. 萨斯喀彻温省省督
  9. 阿尔伯塔省省督
  10. 纽芬兰和拉布拉多省省督
14. 加拿大枢密院其他成员
15. 加拿大各联邦省省长（顺序与其省督一致）
  1. 安大略省省长
  2. 魁北克省省长
  3. 新斯科舍省省长
  4. 新不伦瑞克省省长
  5. 曼尼托巴省省长
  6. 不列颠哥伦比亚省省长
  7. 爱德华王子岛省省长
  8. 萨斯喀彻温省省长
  9. 阿尔伯塔省省长
  10. 纽芬兰与拉布拉多省省长
16. 加拿大各地区专员
  1. 西北地区专员
  2. 育空地区专员
  3. 努纳武特地区专员
17. 加拿大各地区长官（顺序与其地区专员一致）
  1. 西北地区行政长官
  2. 育空地区行政长官
  3. 努纳武特地区行政长官
18. 在加拿大具有影响力的宗教信仰领袖和代表
19. 加拿大最高法院其他大法官
20. 各高等法院法官
  1. 加拿大联邦法院首席大法官
  2. 加拿大联邦法院副首席大法官
  3. 加拿大各省和地区高等法院首席大法官（以任命日期为准）
  4. 其他高等法院首席和副首席大法官（以任命日期为准）
  5. 其他高等法院大法官
21. 加拿大上议院议员
22. 加拿大下议院议员
23. 在与加拿大没有完全外交代表关系的国家的领事馆总领事
24. 加拿大枢密院书记官和内阁秘书
25. 各省议会和地区立法会议长（以加入加拿大的日期为准；如日期相同，则以各省和地区人口排名为准；联邦省在前，地区在后）
  1. 安大略省议会议长
  2. 魁北克省议会议长
  3. 新斯科舍省议会议长
  4. 新不伦瑞克省议会议长
  5. 曼尼托巴省议会议长
  6. 不列颠哥伦比亚省议会议长
  7. 爱德华王子岛省议会议长
  8. 萨斯喀彻温省议会议长
  9. 阿尔伯塔省议会议长
  10. 纽芬兰与拉布拉多省议会议长
  11. 西北地区立法会议长
  12. 育空地区立法会议长
  13. 努纳武特地区立法会议长
26. 各省政府和地区政府内阁成员（各厅厅长）
27. 各省和地区法院法官
28. 各省议会和地区立法会议员
29. 加拿大前议会议员协会（英语：Canadian Association of Former Parliamentarians）主席